# Mariannebrillenvogel
Der Mariannebrillenvogel (Zosterops semiflavus), früher als Seychellen-Kastanienflanken-Brillenvogel oder Seychellen-Dotterbrust-Brillenvogel bezeichnet, ist eine ausgestorbene Singvogelart aus der Familie der Brillenvögel (Zosteropidae). Er galt eine Zeitlang als Unterart des Dotterbrust-Brillenvogels (Zosterops mayottensis), der auf der Insel Mayotte vorkommt.

## Beschreibung
Er erreichte eine Größe von 10 cm, die Flügellänge betrug 5,8 bis 6,3 cm, die Schwanzlänge 3,8 cm und die Schnabellänge 1,1 bis 1,2 cm. Er war allgemein grünlich gelb mit kastanienbraunen Flanken und einem auffälligen weißen Augenring. Die Stirn und ein Strich über den Augen waren gelb. Der Scheitel und der Rücken waren gelblich oliv. Die Flügel und der Schwanz waren schwarz und die Unterseite war dottergelb. 

## Lebensweise und Verbreitung
Über seine Lebensweise ist nichts bekannt. Der Mariannebrillenvogel war nach gegenwärtigem Kenntnisstand nur von der kleinen Granitinsel Marianne in den Seychellen bekannt. Angaben, dass er auch auf den Inseln Praslin, La Digue, Silhouette und Mahé vorkam, sind nicht bestätigt.

## Aussterben
Durch die starke Zerstörung seines Lebensraumes starb er zwischen 1870 und 1900 (lt. IUCN 1888) aus. Eine Suchexpedition im Jahre 1940 durch den irischen Zoologen Leslie Desmond Edward Foster Vesey-Fitzgerald blieb ergebnislos.
Das Typusexemplar, das 1892 von William Louis Abbott erlegt wurde, befindet sich im Natural History Museum in London und ist der einzige bekannte Museumsbalg.